# 리투아니아 여자 농구 국가대표팀
리투아니아 여자 농구 국가대표팀(리투아니아어: Lietuvos moterų krepšinio rinktinė)은 리투아니아를 대표하여 국가대항전에 참가하는 여자 농구 국가대표팀이다.

## 역대 성적

### 올림픽
| 올림픽 기록 | 올림픽 기록   | 올림픽 기록   | 올림픽 기록   | 올림픽 기록   |
| 연도        | 결과          | 경기          | 승            | 패            |
| ----------- | ------------- | ------------- | ------------- | ------------- |
| 1976년      | 소련으로 참가 | 소련으로 참가 | 소련으로 참가 | 소련으로 참가 |
| 1980년      | 소련으로 참가 | 소련으로 참가 | 소련으로 참가 | 소련으로 참가 |
| 1984년      | 소련으로 참가 | 소련으로 참가 | 소련으로 참가 | 소련으로 참가 |
| 1988년      | 소련으로 참가 | 소련으로 참가 | 소련으로 참가 | 소련으로 참가 |
| 1992년      | 불참          | 불참          | 불참          | 불참          |
| 1996년      | 진출 실패     | 진출 실패     | 진출 실패     | 진출 실패     |
| 2000년      | 진출 실패     | 진출 실패     | 진출 실패     | 진출 실패     |
| 2004년      | 진출 실패     | 진출 실패     | 진출 실패     | 진출 실패     |
| 2008년      | 진출 실패     | 진출 실패     | 진출 실패     | 진출 실패     |
| 2012년      | 진출 실패     | 진출 실패     | 진출 실패     | 진출 실패     |
| 2016년      | 진출 실패     | 진출 실패     | 진출 실패     | 진출 실패     |
| 2020년      | 진출 실패     | 진출 실패     | 진출 실패     | 진출 실패     |
| 2024년      | 진출 실패     | 진출 실패     | 진출 실패     | 진출 실패     |

## 같이 보기
- 리투아니아 농구 국가대표팀
- 리투아니아 농구 연맹